# Репутація
Репута́ція (лат. reputatio — обдумую, споглядаю) або реноме́ (фр. renommée) є громадською думкою про когось чи щось, соціальною оцінкою чи усталеними уявленнями про особу чи об'єкт, що впливає на ставлення суспільства до цієї особи чи об'єкта.

## Тлумачення
Репутація є предметом дослідження у соціології, політології, праві, менеджменті, маркетингу.
Репутація вважається важливим фактором в бізнесі, політиці, освіті, онлайн-спільнотах і багатьох інших областях.

## Вимоги
Об'єктивними показниками репутації може бути рівень довіри до особи чи об'єкта, що фіксується в результаті соціологічних опитувань, а також гудвіл — ринкова вартість ділової репутації.